# Zorochros ibericus
Zorochros ibericus là một loài bọ cánh cứng trong họ Elateridae. Loài này được Franz miêu tả khoa học năm 1967.